# Круглі башти Джерсі
Круглі башти Джерсі (англ. Coastal fortifications of Jersey, фр. Tours rondes de Jersey) — система оборонних башт (веж), побудованих на острові Джерсі для захисту від Франції наприкінці XVIII — на початку XIX століть.

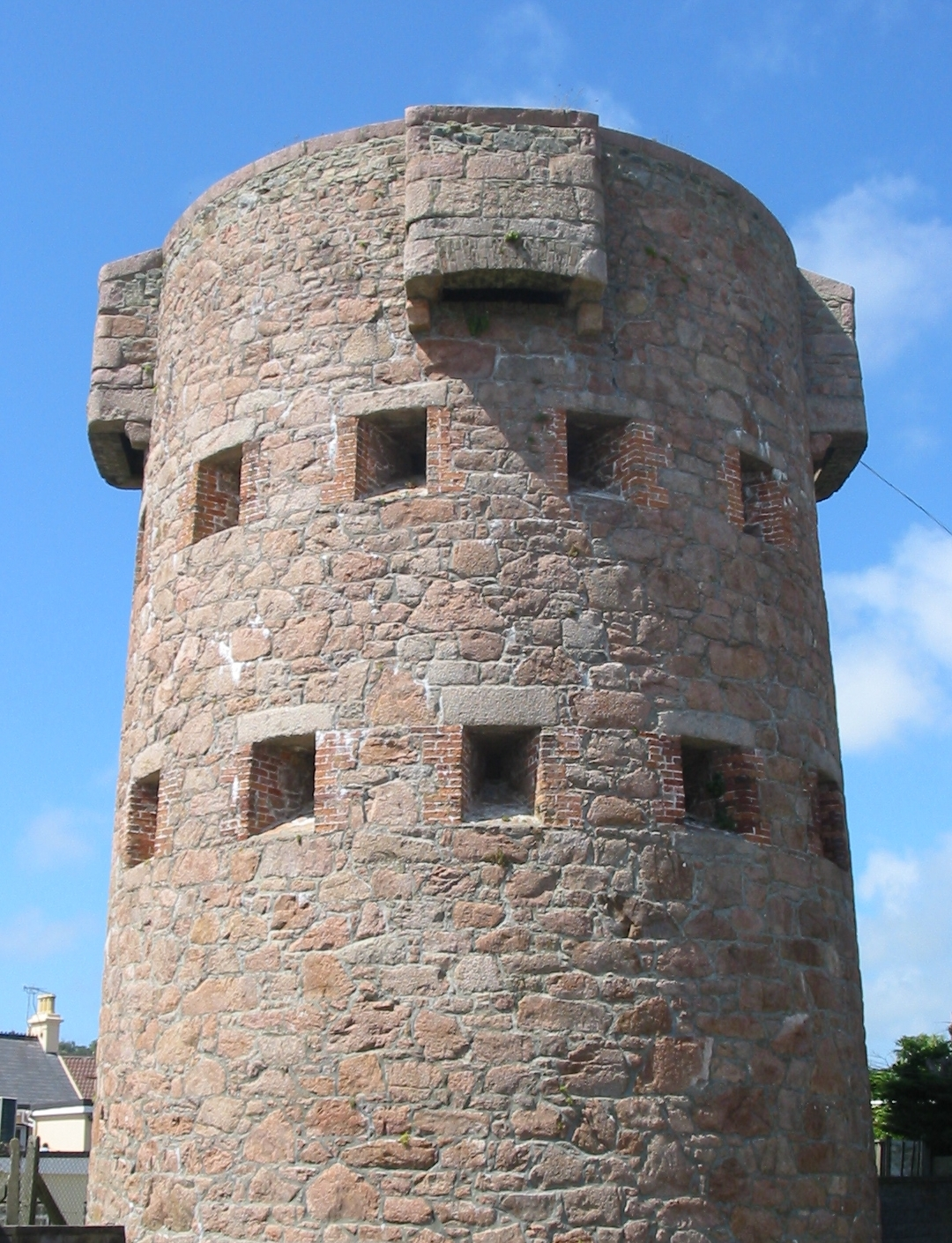
Кругла вежа з Джерсі

План створення системи оборонних башт уздовж узбережжя острова склав губернатор острова, генерал Генрі Сеймор Конвей (1721—1795). До смерті Конвея в 1795 році побудували 22 вежі. Будівництво веж тривало й після смерті Конвея, але змінилася конструкція нових веж, їх будували на зразок так званих башт Мартелло. Нові башти були нижчі веж проєкту Конвея, але артилерійська батарея нових башт розміщувалася на вершині веж, а не біля підніжжя, як у веж Конвея.
Наприкінці XVIII — на початку XIX побудовано ще вісім веж типу Мартелло, а в 1837 році на острові побудували останню військову вежу — вежу Вікторія. Таким чином, загалом на Джерсі побудували 31 вежу, з них 22 вежі типу Конвея і 9 веж типу Мартелло
.
До наших днів збереглося 24 вежі. Не збереглися шість веж типу Конвея і одна вежа типу Мартелло.